# ریتا ماری گریگوریان
ریتا ماری گریگوریان (ارمنی: Ռիտա Մարի Գրիգորյան؛ زادهٔ ۱۷ اکتبر ۲۰۰۰) بازیکن فوتبال در پست مهاجم (فوتبال) اهل ارمنستان است.

## باشگاهی
از باشگاه‌هایی که در آن بازی کرده‌است می‌توان به باشگاه فوتبال آلاشکرت اشاره کرد.

## تیم ملی
وی همچنین در تیم ملی فوتبال زنان ارمنستان بازی کرده‌است.